# Nikolàievka (Kamtxatka)
Nikolàievka - Николаевка (rus) - és un possiólok del krai de Kamtxatka, a Rússia, que el 2020 tenia 1.815 habitants. Pertany al districte de Iélizovo.